# 斯维尔德洛夫共产主义大学
斯维尔德洛夫共产主义大学（俄语：Коммунистический университет имени Я. М. Свердлова）是俄罗斯布尔什维克于1918年在莫斯科以苏俄领导人雅科夫·斯维尔德洛夫之名建立的苏维埃和党务工作学校，该学校短期内培训了布尔什维克活动家，注重培训宣传工作，19,000人在此学习，共有10,000多人毕业。1938年被苏联中央执行委员会关闭。